# Малая Венья
Малая Венья (удм. Вуколуд) — деревня в Завьяловском районе Удмуртии, входит в Совхозное сельское поселение. Находится в 11 км к югу от центра Ижевска. Малая Венья расположена на реке Сепыч. Южнее находится также деревня Большая Венья.
В деревне расположена железнодорожная платформа 27 км на линии Агрыз — Ижевск — Пибаньшур. Через Малую Венью в Ижевск ходят электропоезда из Вятских Полян, Кизнера, Казани, Набережных Челнов, Сайгатки и Янаула.

## Население
| 2010 | 2012 |
| ---- | ---- |
| 253  | ↗269 |